# Bab Zuwayla

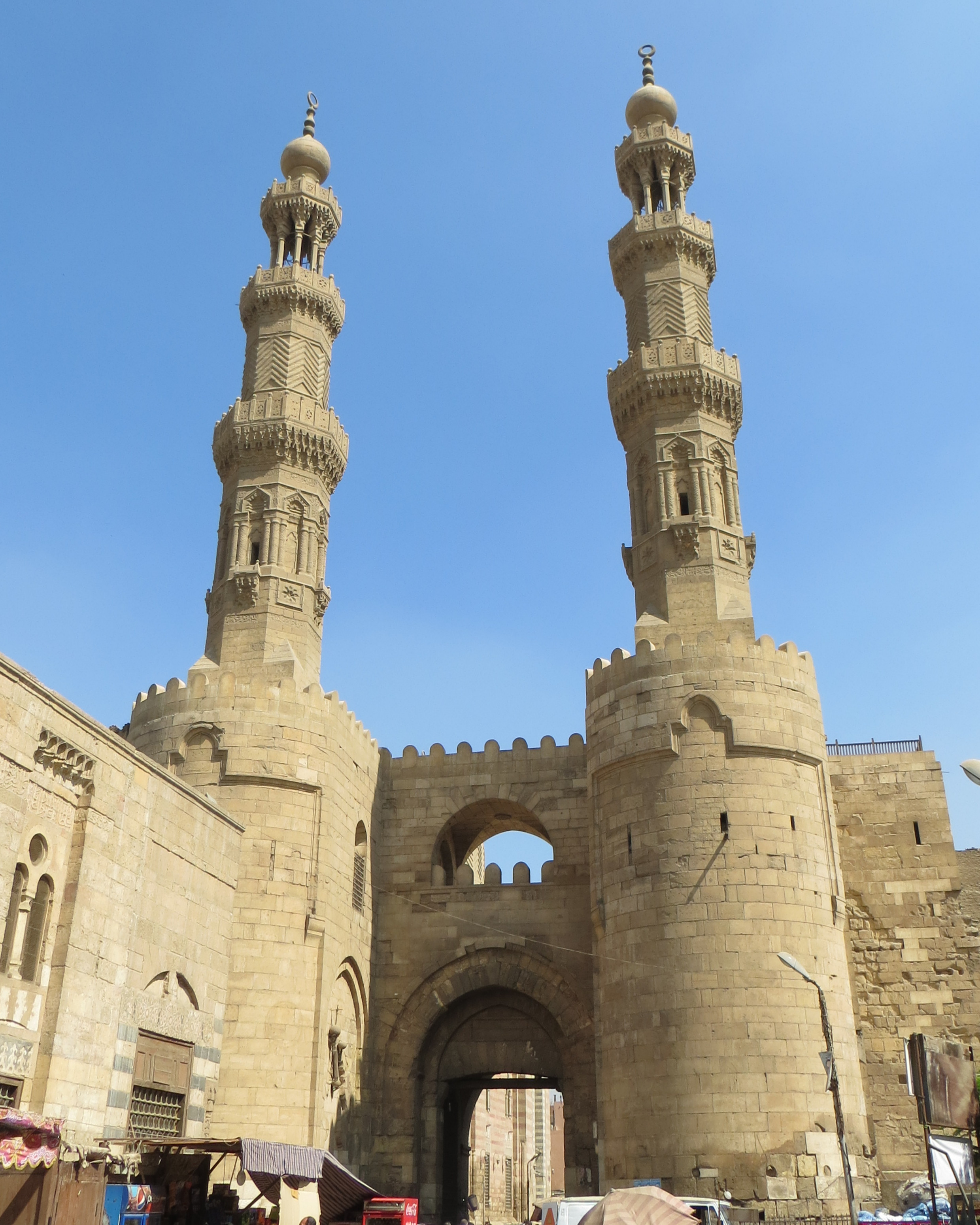
Bab Zuwayla.

Bab Zuwayla, también escrita Bab Zuweila, es una de las tres puertas que perduran en las murallas de la Ciudad Vieja de El Cairo, Egipto. También se conoce como Bawabbat al-Mitwali durante el Imperio otomano. Se considera uno de los hitos más importantes de la ciudad y es la última puerta que queda de las murallas del sur del Cairo fatimí de los siglos XI y XII . Su nombre proviene de Bab, que significa "puerta", y Zuwayla, el nombre de una tribu de guerreros bereberes del desierto occidental, cuyos miembros se encargaron de la vigilancia de la puerta.

## Arquitectura

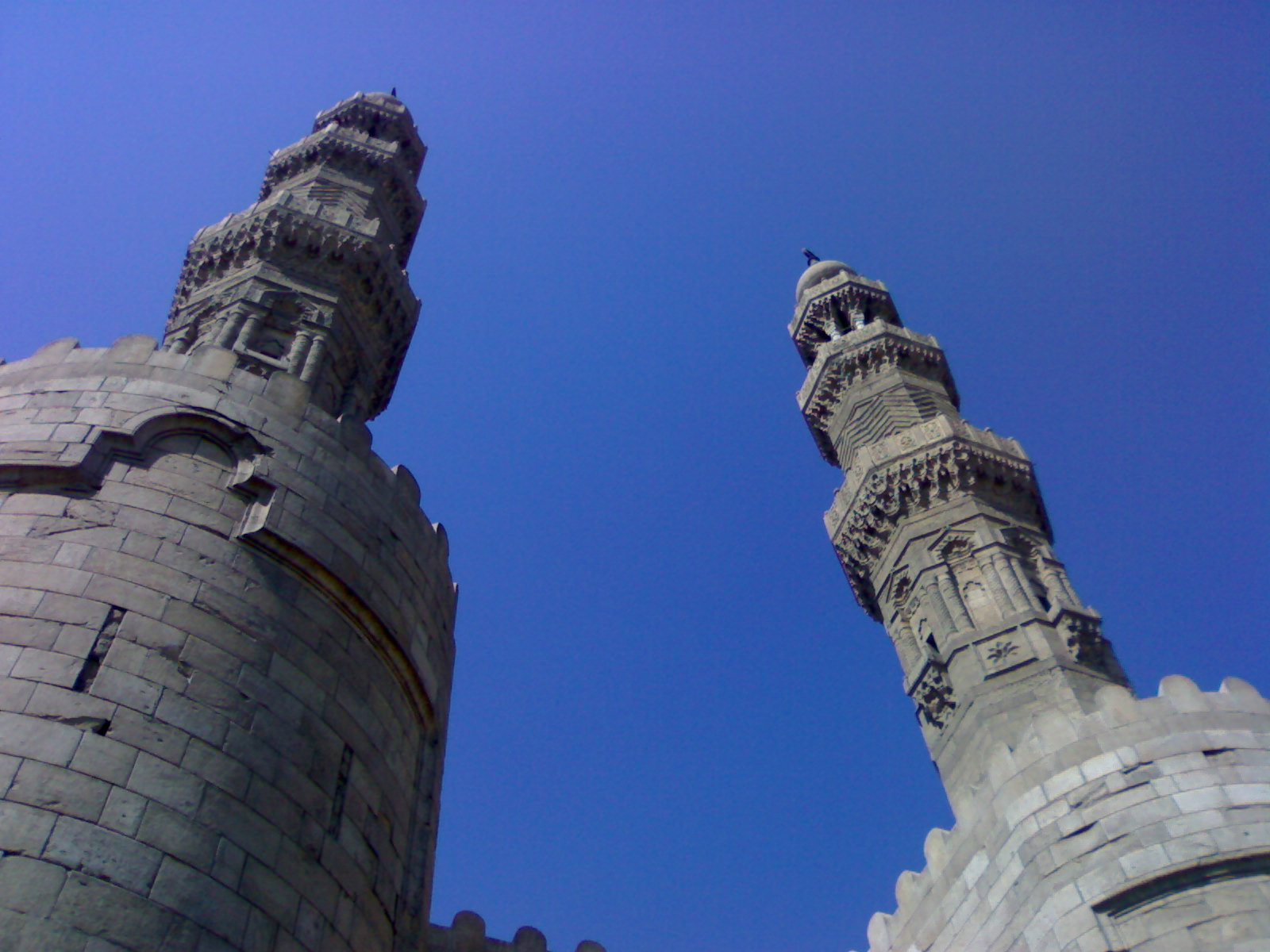
Torres de Bab Zuwayla.

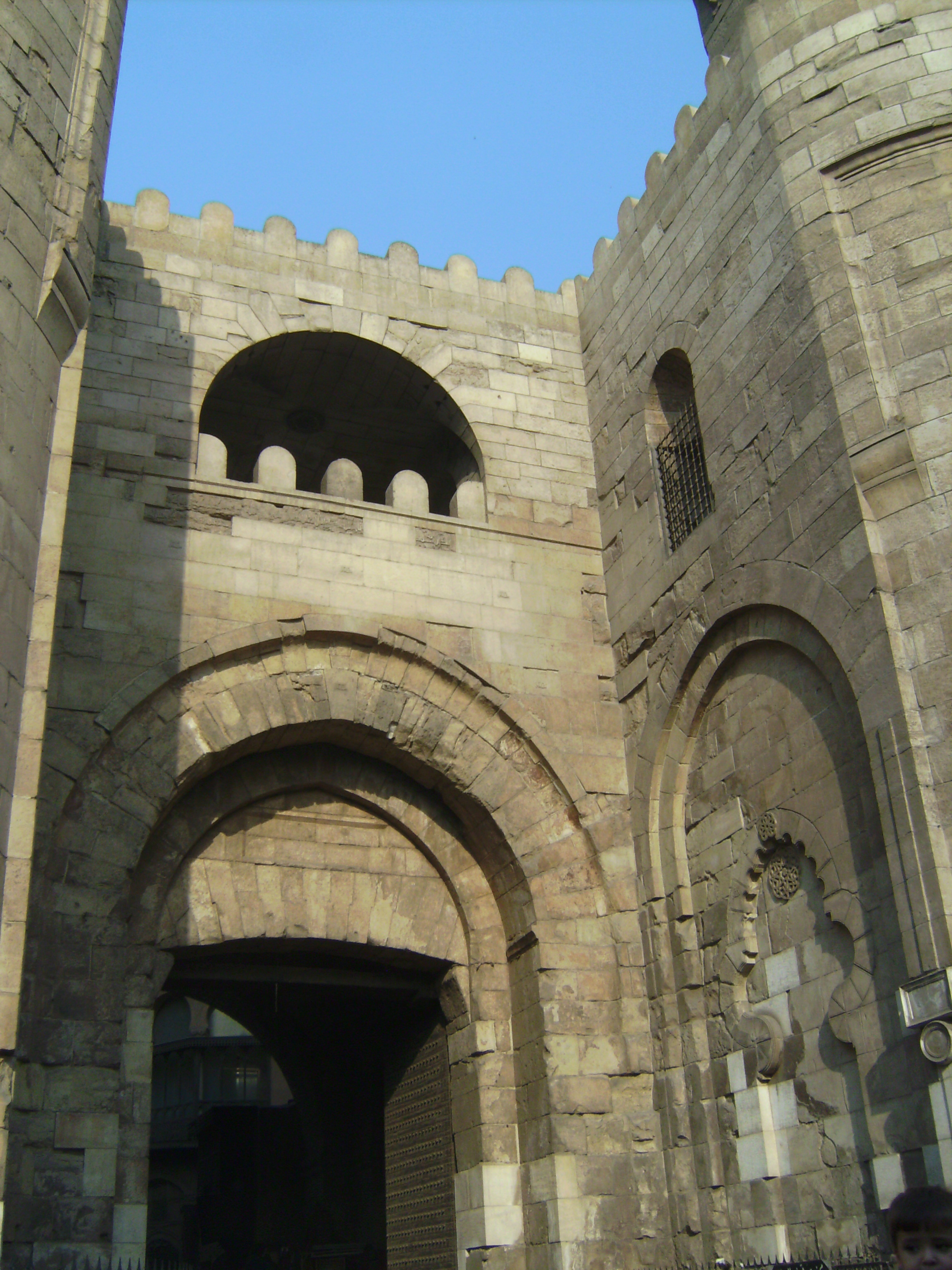
Puerta de Bab Zuwayla.

La ciudad de El Cairo fue fundada en el año 969 como ciudad real de la dinastía fatimí. En 1092, Badr al-Jamali construyó un segundo muro alrededor de El Cairo. Bab Zuwayla era la puerta sur de este muro. Tiene torres gemelas (minaretes) a las que se puede acceder mediante una empinada escalera. En épocas anteriores se utilizaron para otear a las tropas enemigas situadas en los campos de los alrededores y, actualmente, son aclamadas por proporcionar una de las mejores vistas del viejo Cairo.
La estructura también tiene una plataforma famosa. A veces, tenían lugar allí ejecuciones, y también era desde esta ubicación en la que el Sultán tendría la posibilidad de ver el comienzo del Hajj, el peregrinaje anual a La Meca.
A veces eran exhibidas las cabezas cortadas de los delincuentes a lo largo de la parte superior de sus muros. Esto se hizo en fecha tan reciente como 1811, cuando fueron exhibidas las cabezas cortadas de los mamelucos de la masacre de Ciudadela.
La puerta correspondiente en el lado norte de la ciudad es la de Bab al-Futuh. Futuh es una palabra árabe que significa "apertura". Bab Al-Futuh aún se mantiene en el lado norte de la calle Muizz.

## Época mameluca
Bab Zuwayla es descrita en una importante historia del siglo XIII. En 1260, el dirigente Mongol Hulagu estaba tratando de atacar Egipto, después de que él había forzado con éxito la entrega de Damasco. Hulagu envió seis mensajeros a Qutuz, en El Cairo, reclamando su rendición. 
Qutuz respondió matando a los seis enviados, "cortándoles por la mitad" y mostrando sus cabezas en Bab Zuwayla. A continuación se alió con un mameluco, Baibars, para defender el islam contra la amenaza Mongol. Sus fuerzas combinadas, tal vez 20.000, marcharon hacia el norte para enfrentarse al ejército mongol, que era conducido por Kitbuqa. Este enfrentamiento de los ejércitos mamelucos y los mongoles se conoce como la Batalla de Ain Yalut, y resultó ser una rotunda victoria mameluca. La batalla fue fundamental para la región, ya que fue la primera vez que el aparentemente imparable mongol sufrió la derrota. La batalla fue un punto de inflexión en la expansión de su imperio, y estableció eficazmente su frontera occidental, al tiempo que confirmó a los mamelucos como la fuerza dominante en el Medio Oriente, y el principio del fin de la presencia de los mongoles en la zona.

## Mezquita de al-Muayyad
Al oeste de Bab Zuwayla había un calabozo, en el que estuvo encarcelado el jeque Amir Al Mu'ayyad. Cuando todavía era un prisionero, prometió que si alguna vez se le liberaba, destruiría la mazmorra y, en su lugar, construiría una mezquita. En realidad, fue finalmente liberado, y se alzó para hacerse sultán de Egipto. Fiel a su palabra, en 1415 arrasó la antigua mazmorra y construyó una mezquita en el lugar, la Mezquita del sultán al-Muayyad.

## La lectura de sus muros

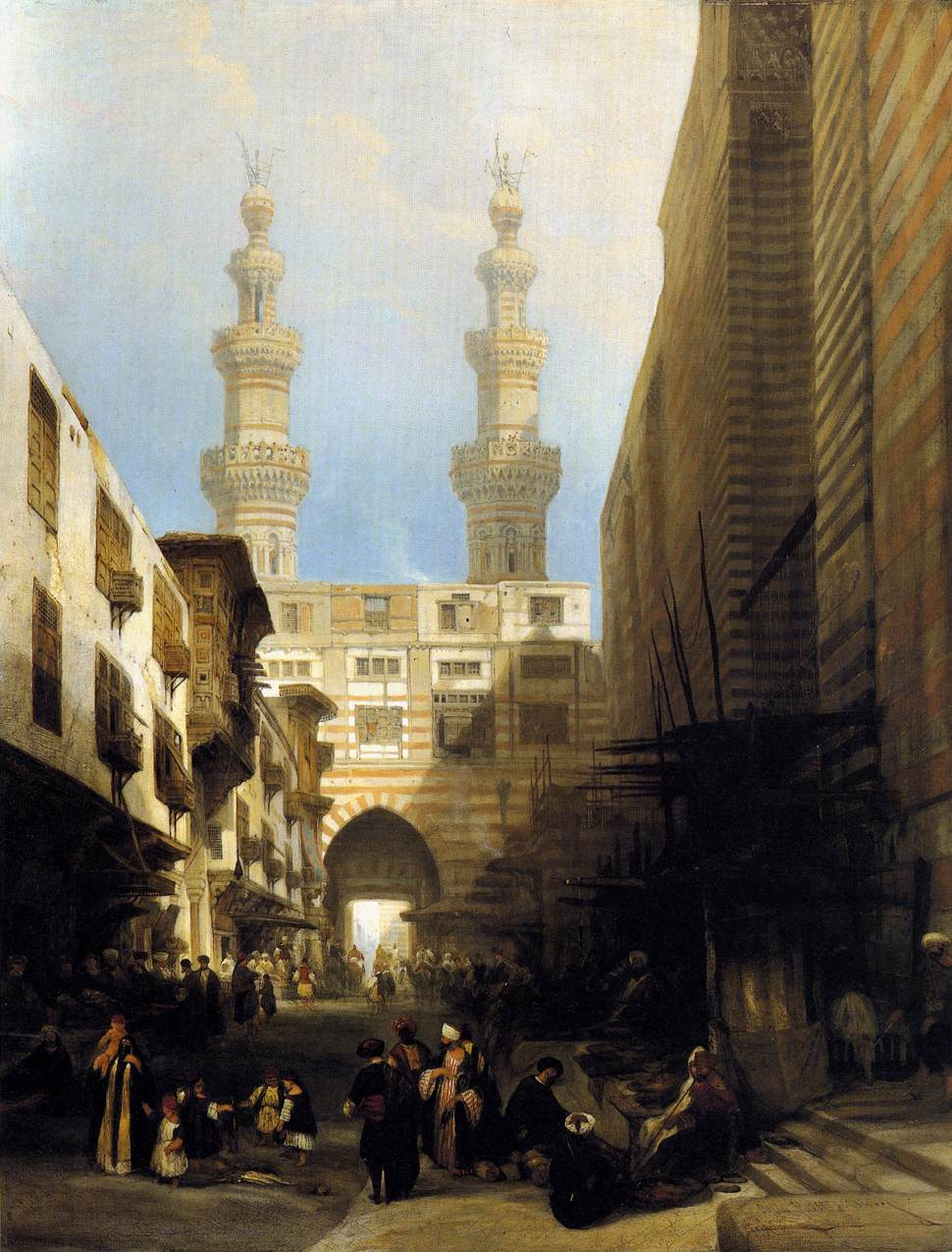
Bab Zuwayla pintada por David Roberts.

Bab Zuwayla ha sobrevivido desde 1092 hasta la actualidad, con capas añadidas a la misma y capas retiradas de su estado original. Las añadidas durante los períodos posteriores generalmente se distinguen de los anteriores, mientras que las capas retiradas suelen dejar rastros. Para "leer un muro" es preciso detectar visiualmente estas diferencias.
Los cambios abruptos en una muro, como el uso inesperado de diferentes materiales, diferentes tamaños o tipos de piedra, o mortero o diferentes versiones de la superficie son los elementos visuales, entre otros muchos, que constituyen el lenguaje de la "lectura de muros". La zona entre Bab Zuwayla y la mezquita de Al-Muayyad ha variado y las capas de construcción distintas y son el lugar ideal para la detección visual de los períodos posteriores.

## Excavaciones
Las excavaciones realizadas durante el curso de su lectura han añadido datos para la comprensión de la puerta y sus alrededores. La siguiente es una lista de los descubrimientos hechos:
- El piso original y el sistema de rampas que contiene reutilizó en 1092 bloques inscritos de la época faraónica.
- El pavimento de la calle fue añadido por Al-Kamil (1218-1238) cuyo caballo se cayó en la rampa inicial.
- El sistema de pivote entre la zapata y bola original y el umbral de granito de las hojas de la puerta de madera.
- Restos de tiendas de los últimos dos siglos y un abrevadero para animales que data de entre 1092 y 1415.